# Musikåret 1876

## Händelser
- 24 februari – Edvard Griegs musik för Henrik Ibsens drama Peer Gynt har urpremiär.
- 16 augusti – Richard Wagners opera Siegfried har urpremiär i Bayreuth.
- 14 oktober – Johan Svendsens andra symfoni uruppförs i Oslo.

## Födda
- 12 januari – Ermanno Wolf-Ferrari, italiensk tonsättare.
- 29 januari – Emile Stiebel, svensk operasångare och skådespelare.
- 28 februari – John Alden Carpenter, amerikansk tonsättare.
- 6 maj – Astri Andersen, svensk pianist.
- 2 juni – Hakon Børresen, dansk tonsättare.
- 14 november – Hermann Ludwig Blankenburg, tysk kompositör av marschmusik.
- 23 november – Manuel de Falla, spansk tonsättare.

## Avlidna
- 10 februari – August Söderman, 43, svensk tonsättare.